# Zirbitzkogel
Zirbitzkogel (2396 m n. m.) je hora v pohoří Seetalské Alpy v rakouské spolkové zemi Štýrsko. Nachází se mezi obcemi Neumarkt in Steiermark a Obdach asi 14 km jihojihozápadně od města Judenburg. Těsně pod vrcholem stojí horská chata Zirbitzkogelhaus (též zvaná Helmut-Erd Schutzhaus). Pod jihovýchodními svahy hory se rozkládá jezero Lavantsee, pod severovýchodními jezero Lindersee. Zirbitzkogel je nejvyšším bodem nejen pohoří Seetalské Alpy, ale i celých Lavanttalských Alp.
Na vrchol hory lze vystoupit po značených turistických cestách z několika směrů. Nejkratší přístup je patrně od chaty Tonnerhütte (1594 m n. m.).